# Blåjackor
För andra betydelser, se Blåjackor (olika betydelser).
Blåjackor (engelska: Boys in Blue) är en operett av Lajos Lajtai och Lauri Wylie, baserad på ett libretto av André Barde. 

## Produktionshistoria
Kompositören Lajos Lajtai hade redan tidigare samarbetat med André Barde, bland annat med operetterna Katinka och Tonton. Under sin tid i Köpenhamn vid tiden strax före andra världskriget hade han börjat komponera musik till Bardes libretto Les cadets de marine. De danska teaterförfattarna Axel Frische och Erik Lassen, och sångtextförfattaren Aage Steffensen översatte operetten till Marinens Drenge. Urpremiären kom på Kasino-Teatret i Aarhus i januari 1939. Marinens Drenge blev ingen publikframgång. Lajtai fick kontakt med den engelske författaren Lauri Wylie, som gjorde en nybearbetning av operetten med sikte på Londonpremiär på hösten 1939 under titeln Boys in Blue, men andra världskriget satte stopp på planerna.
Det blev i stället Göteborg som fick världspremiären. På nyårsafton 1941 hade Blåjackor urpremiär på Storan med Isa Quensel, Ingalill Söderman, Gösta Kjellertz och med teaterchefen Lars Egge som kommendörkaptenen, i regi av Leif Amble-Næss. I den komiska rollen som flaggkorpralen Sam spelade Nisse Ericsson.
Två månader senare, i februari 1942, satte Gustaf Wally upp operetten på Oscarsteatern, även där i regi av Amble-Næss. Det blev en showgala av format som Stockholm inte upplevt sedan Ernst Rolfs glansdagar. I orkesterdiket förde radioidolen Sune Waldimir befälet. På scenen hade Wally engagerat en stjärnparad utan motstycke: Rutger Nygren och Margit Rosengren i huvudrollerna, samt bland andra Tollie Zellman, Gaby Stenberg, Maritta Marke, Mary Gräber, Sven-Olof Sandberg och Wally själv. I rollerna som Sam och Nanette gjorde Nils Poppe och Annalisa Ericson sin första uppsättning tillsammans. Deras komiska dansnummer, skickligt koreograferade av George Gé, slog publik och kritik med häpnad. För Nils Poppe blev Blåjackor ett återkommande inslag i repertoaren, han gjorde rollen som Sam bortåt 500 gånger, sista gången på Fredriksdalsteatern i Helsingborg 1974. Även Egon Larsson och Stig Grybe har prövat på rollen med framgång.
I Helsingfors och Oslo har operetten också nått stora framgångar. På norska hette den Dra te sjöss! Riksteatern och Folkparkerna har turnerat med pjäsen upprepade gånger. 
Kända melodier ur operetten är "Blånande Hav" och "Flickorna i Casablanca".

## Filmatiseringar
Blåjackor har filmatiserats två gånger, år 1945 med Nils Poppe och Annalisa Ericson och år 1964 med Dirch Passer och Grynet Molvig:
- Blåjackor (1945)
- Blåjackor (1964)